# نهر بوتومايو
نهر بوتومايو هو أحد روافد نهر الأمازون ، وهو موازي وغرب نهر يابورا. و يشكل جزءاً من الحدود بين الإكوادور وكولومبيا، فضلا عن معظم حدود البيرو. ويعرف باسم بوتومايو في الدول الثلاث السابقة، أما في البرازيل فيعرف باسم إيس